# Max Colpet
Max Colpet, noto anche come Max Kolpé, nome d'arte di Max Kolpenitzky (Königsberg, 19 luglio 1905 – Monaco di Baviera, 2 gennaio 1998), è stato un paroliere, scrittore e sceneggiatore statunitense di origine russo-tedesca.

## Biografia
Max Colpet nacque in Prussia Orientale e per le leggi dell'epoca vigenti in quel territorio, in quanto ebreo russo, fu considerato apolide fin dalla nascita. Nel 1914 la sua famiglia dovette lasciare Königsberg spostandosi verso Ovest. A Berlino, nel 1928, insieme ad Erik Ode fondò la compagnia di cabaret "Anti". Negli anni Trenta, con l'avvento del nazionalsocialismo, fu costretto nuovamente ad emigrare, questa volta verso Parigi: i suoi genitori furono invece catturati e rinchiusi in un campo di concentramento, dove trovarono la morte. Finita la Seconda Guerra Mondiale, nel 1950 Colpet prese la cittadinanza americana, tuttavia nel 1958 si ristabilì in Germania prendendo definitivamente residenza a Monaco di Baviera. Qui, tra le altre cose, lavorò come scrittore per la Münchner Lach- und Schießgesellschaft, una compagnia teatrale fondata da Sammy Drechsel e Dieter Hildebrandt. Colpet fu legato da lunga amicizia al regista Billy Wilder, per il quale scrisse cinque sceneggiature.
La sua opera più celebre è probabilmente il testo in lingua tedesca di Where Have All the Flowers Gone?, canzone contro la guerra di Pete Seeger: Sag mir, wo die Blumen sind fu resa celebre in tutto il mondo da Marlene Dietrich. Colpet scrisse anche il testo tedesco per la canzone di protesta del cantautore scozzese Donovan, Universal Soldier, con il titolo Der ewige Soldat: anche questa versione era stata pensata per essere cantata da Marlene Dietrich ma il brano, originariamente composto da Buffy Sainte-Marie, per desiderio del produttore Gerhard Mendelson fu invece inciso nel 1965 da una scoperta di quest'ultimo, la cantante Dominique, senza per altro ottenere grande successo.

## Opere

### Testi musicali (selezione)
- Allein in einer großen Stadt (musica: Franz Wachsmann; interpreti: Lale Andersen, Marlene Dietrich)
- Bitte geh nicht fort (Ne me quitte pas, musica: Jacques Brel; interprete: Marlene Dietrich)
- Der Boss ist nicht hier (musica: Lotar Olias; interprete: Freddy Quinn)
- Hoppla, jetzt komm ich (musica: Werner Richard Heymann; interprete: Hans Albers)
- Sag mir, wo die Blumen sind (musica: Pete Seeger; interpreti: Marlene Dietrich ed altri)
- Der ewige Soldat (Donovan: Universal Soldier; musica e testo originale: Buffy Sainte-Marie; interpreti: Dominique, Juliane Werding)
- Charley's Tante (musical basato sulla pièce teatrale di Brandon Thomas; musica: Ralph Maria Siegel)
- West Side Story (musica: Leonard Bernstein; testi: Stephen Sondheim)

## Letteratura
- Max Colpet: Sag mir, wo die Jahre sind. Erinnerungen eines unverbesserlichen Optimisten. Ullstein, Frankfurt am Main e Berlino 1991, ISBN 3-548-22011-8.
- Max Colpet: Im Sandmeer der Zeit. 60 Jahre Filmschaffen – eine moderne Odyssee. Logos, Saarbrücken 1995, ISBN 3-928598-49-X (Recensione: Klaus Geitel: Wie ein Kartengruß aus irgendwo oder Erstaunen über Max Colpet. In: Die Welt, 16. September 1995, visitato il 6 ottobre 2010)
- Werner Röder; Herbert A. Strauss, Biographisches Handbuch der deutschsprachigen Emigration nach 1933 / International Biographical Dictionary of Central European Emigrés 1933-1945, Vol. II, 1 München : Saur 1983

## Registrazioni
- Max Colpet (Kolpe) - Autorenporträt in historischen Aufnahmen 1930–1937: Hoppla, jetzt komm' ich! Interpreten: Marlene Dietrich; Hans Albers; Hilde Hildebrand; Willi Forst u.a. Duo-phon-Musikverlag, Berlin  2005: Edizioni Berliner Musenkinder 05523